# Bad Gag 2
Bad Gag 2 je tretji studijski album posavske alternativne skupine Demolition Group, izdan leta 1993 pri založbi KifKif Records v obliki kasete in CD-ja. Vsebuje priredbo pesmi "Das Model" nemške skupine Kraftwerk, ki je bila izdana na albumu Die Mensch-Maschine (1978).

## Seznam pesmi

### Verzija na kaseti
Vse pesmi je napisala skupina Demolition Group, razen kjer je to navedeno.
| Stran A | Stran A                   | Stran A |
| Št.     | Naslov                    | Dolžina |
| ------- | ------------------------- | ------- |
| 1.      | „She's Shocked‟ (Electro) | 5:38    |
| 2.      | „Evropa‟                  | 4:26    |
| 3.      | „South West‟              | 4:42    |
| 4.      | „New Age‟                 | 3:06    |
| 5.      | „L.A.‟                    | 4:09    |
| 6.      | „Flash‟                   | 3:28    |
| 7.      | „Salsa Picante‟           | 3:52    |

| Stran B | Stran B                                               | Stran B |
| Št.     | Naslov                                                | Dolžina |
| ------- | ----------------------------------------------------- | ------- |
| 8.      | „Black Track‟                                         | 4:16    |
| 9.      | „Cry Baby‟                                            | 3:30    |
| 10.     | „Take It All‟                                         | 3:33    |
| 11.     | „Model‟ (Florian Schneider, Ralf Hütter, Karl Bartos) | 5:04    |
| 12.     | „She's Shocked‟ (Acoustic)                            | 5:23    |
| 13.     | „Bad Gag 2‟                                           | 2:43    |

### CD verzija
| Št. | Naslov                                                 | Dolžina |
| --- | ------------------------------------------------------ | ------- |
| 1.  | „She's Shocked‟ (Electro)                              | 5:38    |
| 2.  | „Evropa‟                                               | 4:26    |
| 3.  | „Cry Baby‟                                             | 3:30    |
| 4.  | „New Age‟                                              | 3:06    |
| 5.  | „L.A.‟                                                 | 4:09    |
| 6.  | „Flash‟                                                | 3:28    |
| 7.  | „Salsa Picante‟                                        | 3:52    |
| 8.  | „Black Track‟                                          | 4:16    |
| 9.  | „South West‟                                           | 4:42    |
| 10. | „Take It All‟                                          | 3:33    |
| 11. | „Model‟ (Florian Schneider, Ralf Hütter, Karl Bartos)  | 5:04    |
| 12. | „She's Shocked‟ (Acoustic)                             | 5:23    |
| 13. | „Kansas‟                                               | 2:52    |
| 14. | „Fire‟                                                 | 3:46    |
| 15. | „First Cut‟                                            | 4:30    |
| 16. | „You to You‟                                           | 2:44    |
| 17. | „Pesem Pečenega Laboda‟ (pesem skupine Gast'r'bajtr's) | 4:00    |

## Zasedba
Demolition Group
- Goran Šalamon — vokal
- Jože Pegam — saksofon
- Bojan Fifnja — kitara
- Nikola Sekulović — bas kitara
- Uroš Srpčić — bobni
- Matjaž Pegam — zvok, miks

Tehnično osebje
- Žarko Pak — produkcija
- Aleš Dvořak — digitalno urejanje
- Vargason — digitalno urejanje
- Blaž Grm, Janja Tovornik — oblikovanje